# Trichoderma minimum
Trichoderma minimum är en svampart som först beskrevs av Speg., och fick sitt nu gällande namn av Gunth. Müll. 1965. Trichoderma minimum ingår i släktet Trichoderma och familjen Hypocreaceae.   Inga underarter finns listade i Catalogue of Life.